# 伊東博
伊東 博（いとう ひろし、1919年3月2日 - 2000年8月19日）は、日本の心理学者。

## 来歴
秋田県生まれ。東京文理科大学卒、ミズーリ大学大学院に学び、横浜国立大学教育学部助教授、教授、1983年定年退官。1984年東京国際大学教養学部教授、1994年退官、「カール・ロジャーズの著作を多く翻訳した。
2000年8月19日、呼吸不全のため死去。

## 著書
- 『カウンセリング 個人指導の原理と方法』東洋書館 1952
- 『カウンセリング入門』誠信書房 1959　のち「カウンセリング」
- 『管理・監督者のためのカウンセリング入門 人を生かす経営管理』池田書店 イケダ3Mブックス 1967
- 『援助する教育 教師のためのカウンセリング入門』明治図書出版 1971
- 『管理者のためのカウンセリング入門』鷹書房 1973
- 『人間中心の教育 教師の自己変革をめざして』明治図書出版 1975
- 『自己実現の教育 豊かな人間性の育成をめざして』明治図書出版 1980
- 『ニュー・カウンセリング "からだ"にとどく新しいタイプのカウンセリング』誠信書房 1983
- 『身心一如のニュー・カウンセリング』誠信書房 1999

### 共著・編著
- 『部下を生かすカウンセリングの技術』杉渓一言,坪上宏共著 ダイヤモンド社 1968
- 『小学校の学習カウンセリング』編 明治図書出版 1974
- 『子どもの自己実現と人間学習』秋田市立旭北小学校共著 明治図書出版 1977
- 『豊かな心を育てる感性開発ゲーム』河津雄介共編 明治図書出版 1982
- 『こころとからだの体験学習　教師の指導力を高める』藤岡完治共編 人間中心の教育を現実化する会著 明治図書出版 1988

### 翻訳
- F.P.ロビンスン『カウンセリングの原理と方法』誠信書房 1957
- C.H.パターソン『カウンセリングと心理療法』誠信書房 1962
- 『カウンセリング論集』第1-4 訳編 誠信書房 1960-1965.
- 『ロージァズ全集 第4　サイコセラピィの過程』編訳　岩崎学術出版社 1966
- 『ロージァズ全集 第14　クライエント中心療法の初期の発展』編訳 岩崎学術出版社 1967
- 『ロージァズ全集 第15　クライエント中心療法の最近の発展』編訳　岩崎学術出版社 1967
- 『ロージァズ全集 第17巻　クライエント中心療法の評価』編訳　岩崎学術出版社 1967
- 『ロージァズ全集 第8巻　パースナリティ理論』編訳 岩崎学術出版社 1967
- S.J.ウォーナー『自己実現 潜在能力を生かせ』ダイヤモンド社 1968
- E.H.シャイン,W.G.ベニス『T-グループの実際 人間と組織の変革 第1』訳編　岩崎学術出版社 サイコセラピィシリーズ 1969
- ロバート・A.ハーバー『心理療法入門』大島滋子共訳　岩崎学術出版社 精神科学全書 1970
- J.ハワード『可能性をひらく グループのなかの自己変革』ダイヤモンド社 1972
- M.オールセン『グループ・カウンセリング』中野良顕共訳　誠信書房 1972
- R.&E.シロカ,G.シュロッス編『グループ・エンカウンター入門』中野良顕共訳　誠信書房 1976
- 全米教育協会『人間中心の教育課程』明治図書出版 1976
- 『ロージァズ全集 別巻 第3巻　サイコセラピィの実践-分裂病へのアプローチ』共訳 岩崎学術出版社 1976
- ロロ・メイほか編『実存 心理学と精神医学の新しい視点』浅野満、古屋健治共訳　岩崎学術出版社 1977
- J.I.グッドラード等『人間中心の教育を求めて カリフォルニア大学附属小学校の実践』誠信書房 1977
- 『ロージァズ全集 別巻 第4巻 創造への教育-学習心理への挑戦 上』友田不二男編 古屋健治、吉田笄子共訳　岩崎学術出版社 1977
- カール・R.ロージァズ『新・創造への教育 2 人間中心の教師』監訳 岩崎学術出版社 1984
- チャールズ・V.W.ブルックス『センサリー・アウェアネス 「気づき」-自己・からだ・環境との豊かなかかわり』誠信書房 1986
- 『存在の発見 ロロ・メイ著作集5』伊東順子共訳 誠信書房 1986
- 『自由と運命 ロロ・メイ著作集6』伊東順子共訳　誠信書房 1988
- W.バーロウ『アレクサンダー・テクニーク 姿勢が変わる・からだが変わる・生き方が変わる』誠信書房 1989
- ジョーン・ボリセンコ『からだに聞いてこころを調える だれにでも今すぐできる瞑想の本』誠信書房 1990
- ロロ・メイ『美は世界を救う』誠信書房 1992
- ロイ・J.デカーヴァロー『ヒューマニスティック心理学入門 マズローとロジャーズ』新水社 1994
- W.T.アンダーソン『エスリンとアメリカの覚醒 人間の可能性への挑戦』誠信書房 1998
- 『ロジャーズ選集 カウンセラーなら一度は読んでおきたい厳選33論文』H.カーシェンバウム, V.L.ヘンダーソン編 村山正治共監訳　誠信書房 2001